# Perissós (métro d'Athènes)
Perissós (grec moderne : Περισσός) est une station de la ligne 1 (ligne verte) du métro d'Athènes. Elle est située dans le quartier Perissós de Néa Ionía, dans l'agglomération d'Athènes en Grèce.
Mise en service en 1956, elle est remise à niveau pour les Jeux olympiques d'été de 2004 à Athènes.

## Situation sur le réseau

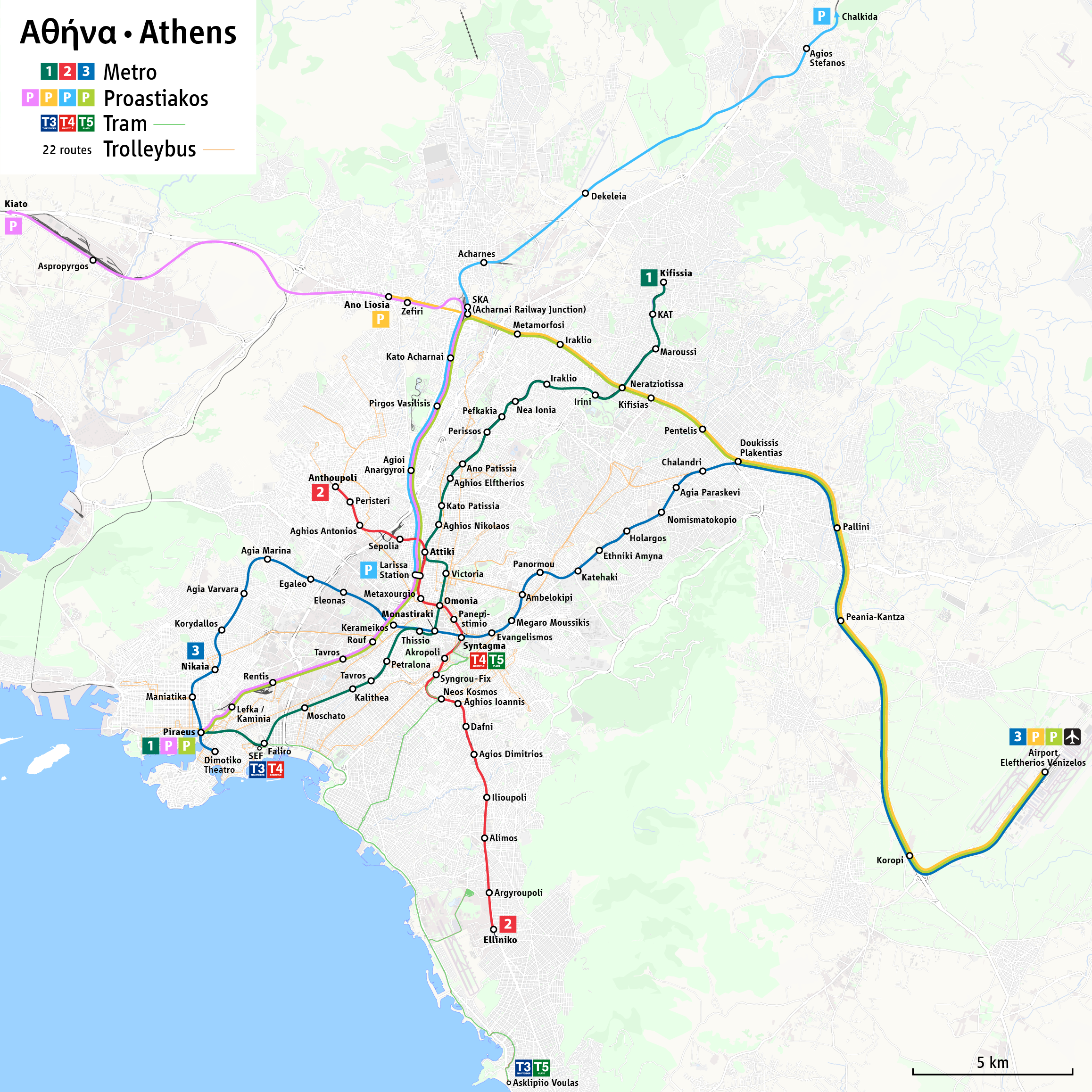
Plan des réseaux (2020)

Établie en surface, la station Perissós est située au point kilométrique 16+55 de la Ligne 1 du métro d'Athènes, entre la station Áno Patíssia, en direction de la station terminus ouest Le Pirée, et la station Pefkákia, en direction de la station terminus nord Kifissiá,.

## Histoire
La station, Perissós, est mise en service le 14 mars 1956, lors de l'ouverture à l'exploitation de la section d'Áno Patíssia à Néa Ionía. Elle dispose de deux quais encadrant les deux voies de la ligne.
Comme l'ensemble de la ligne, la station est remise à niveau pour les Jeux olympiques d'Athènes, elle est rouverte en août 2004.

## Services aux voyageurs

### Accès et accueil
La station est accessible depuis les deux voies routières qui l'encadrent. Un passage sous voie permet de passer d'un quai à l'autre. Ils sont équipés d'escaliers mais également d'ascenseurs et de rampes pour l'accessibilité.

### Intermodalité
Elle dispose d'arrêts de bus à proximité, desservis par les lignes 421, 500 et A8.

## À proximité
- Le siège du Parti communiste de Grèce